# Pachydema doriae
Pachydema doriae är en skalbaggsart som beskrevs av Leon Fairmaire 1875. Pachydema doriae ingår i släktet Pachydema och familjen Melolonthidae. Inga underarter finns listade i Catalogue of Life.